# Lucius Vipsanius Agrippa (broer van Agrippa)
Lucius Vipsanius Agrippa was een Romeins militair ten tijde van de late Romeinse Republiek.
Hij werd geboren als oudste zoon van Lucius Vipsanius Agrippa, een rijke Romein uit de stand van de equites, en aldus ook de oudere broer van Marcus Vipsanius Agrippa en Vipsania Polla. Terwijl zijn jongere broer de kant van Julius Caesar koos in de burgeroorlog, sloot Lucius zich aan bij het kamp van Cato. Hij zou deelnemen aan de strijd in de provincia Africa, maar nadien krijgsgevangen genomen worden. Zijn jongere broer zou uiteindelijk zijn stoute schoenen aantrekken en aan Caesar - met wie hij dankzij zijn vriend Gaius Octavius Thurinus op redelijk goede voet stond was, maar aan wie hij tot dan toe nooit een gunst had gevraagd - vragen zijn broer vrij te laten. Dit verzoek werd ingewilligd en Marcus' werd voor zijn optreden geprezen.

## Antieke bron
- Nicolaus van Damascus, Vita Augusti (FGrH F 127) 7.